# Grafschaft Württemberg
Die Grafschaft Württemberg, die zu Zeiten ihres Bestehens eigentlich als Grafschaft Wirttenberg oder auch Wirtemberg bezeichnet wurde, war ein heterogen strukturierter Territorialstaat innerhalb des Heiligen Römischen Reiches, der durch das gleichnamige Geschlecht der Württemberger beherrscht wurde. Die aus bescheidenen Anfängen stetig gewachsene Grafschaft existierte seit dem 12. Jahrhundert und war bei der Erhebung zum Herzogtum 1495 die größte Grafschaft des Reiches. Erst mit dem Vertrag über die Unteilbarkeit der Grafschaft vom 3. Dezember 1361 erschien erstmals überhaupt die Bezeichnung Grafschaft Württemberg in einer überlieferten Urkunde. Von 1442 bis 1482 war die Grafschaft geteilt in die beiden Linien Württemberg-Stuttgart und Württemberg-Urach. Aus der wiedervereinigten Grafschaft ging 1495 das Herzogtum Württemberg hervor.

## Geografische Ausdehnung
Im Laufe des 15. Jahrhunderts näherte sich der Umfang der Grafschaft Württemberg in etwa dem Gebietsstand des späteren Herzogtums Württemberg an, abgesehen von den Gebieten der erst im Zuge der Reformation im 16. Jahrhundert hinzugewonnenen Klostergebiete, über die Württemberg die Vogteirechte besaß. Mithin entsprachen die weltlichen Gebiete also schon im 15. Jahrhundert weitgehend dem, was seit dem 19. Jahrhundert unter Altwürttemberg verstanden wurde. Im Einzelnen bestand die Grafschaft Württemberg um das Jahr 1420 aus den nachfolgend aufgelisteten Städten und Gebieten: 
Als Reichslehen:
- das Kerngebiet der Grafschaft Württemberg um Stuttgart mit der Stammburg Wirtemberg, im Westen bis Leonberg und in östlicher Richtung über Cannstatt bis ins Remstal mit Waiblingen und Schorndorf
- die Grafschaft Urach mit den Städten Münsingen, Urach und Wittlingen (seit 1265)
- die Grafschaft Asperg (seit 1308)
- die Grafschaft Aichelberg mit der Stadt Weilheim an der Teck sowie die Vogtei zu Jesingen (seit etwa 1334)
- die Stadt Markgröningen verbunden mit dem Lehen der Reichssturmfahne (seit 1336)
- die Grafschaft Vaihingen mit der Stadt Vaihingen an der Enz sowie den Orten Horrheim, Hohenhaslach und Oberriexingen (seit 1339)
- die Pfalzgrafschaft Tübingen mit den Städten Böblingen, Herrenberg, Sindelfingen und Tübingen als auch dem Forst Schönbuch (seit 1342)
- die Grafschaft Nagold mit den Städten Nagold und Haiterbach (seit 1363)
- die Grafschaft Calw mit den Städten Calw, Wildbad und Zavelstein (seit 1364)
- das Herzogtum Teck mit den Städten und Schlössern Kirchheim unter Teck, Gutenberg, Hahnenkamm und Wielandstein (seit 1386)
- die Grafschaft Neuffen
- die Herrschaft Waldhausen (seit 1250)
- die Herrschaft Rosenfeld (seit 1317)
- die Herrschaft Magenheim mit der Stadt Brackenheim (seit 1321)
- die Herrschaft Urslingen (seit 1327)
- die Grafschaft Horburg und die Herrschaft Reichenweier im Elsass (seit 1324)
- die Herrschaft Schalksburg (seit 1403)
- die Burg Sponeck am Rhein bei Breisach

Des Weiteren gehörten zum Haus Württemberg die Zollrechte bei Göppingen.
Als Lehen von der Krone Böhmens gehörten zum Haus Württemberg:
- Burg Hohenbeilstein und Stadt Beilstein (seit etwa 1340, als böhmisches Lehen seit 1361)
- Burg Neuenbürg und Stadt Neuenbürg (seit etwa 1320)
- Burg Lichtenberg und Stadt Großbottwar (seit 1357)

Als Lehen des Hochstifts Bamberg gehörte zum Haus Württemberg:
- Dornstetten (seit 1320)

An folgenden Burgen und Städten besaß das Haus Württemberg 1420 Allodialgut, das heißt freies Eigen, oder Pfandschaft: Achalm, Backnang (um 1300), Balingen (seit 1403), Bietigheim, Bilstein, Bittenfeld, Blankenhorn, Blankenstein, Dornhan, Ebersberg, Ebingen, Fautsburg, Göppingen, Grötzingen, Großgartach, Güglingen,  Hoheneck, Hohenstaufen, Hundersingen, Kleingartach, Lauffen am Neckar (seit 1361), Lauterburg, Leofels, Lichtenstein, Marbach am Neckar, Nürtingen, Oberndorf (1416–1462 als Pfand)  Rechtenstein (zur Hälfte), Reichenberg, Rosenstein, Schalksburg, Schiltach, Schülzburg, Sternenfels, Tuttlingen, Veringen, Waldenbuch, Waldenstein, Wasseneck und Winnenden.
Die Grafschaft Sigmaringen mit der gleichnamigen Stadt Sigmaringen und die Feste und die Hälfte von Herrschaft und Stadt Hornberg gehörten zu jener Zeit ebenfalls zu Württemberg.
Dieser im 15. Jahrhundert vorhandene sehr heterogene Gebietsstand wurde in den Jahren 1441 und 1442 aufgeteilt in die Linien Württemberg-Stuttgart und Württemberg-Urach.
Die Grafschaft Mömpelgard zählte nicht zum Gebietsstand der Grafschaft Württemberg, sondern blieb stets ein eigenständiges Territorium, zeitweise in Personalunion mit Württemberg, zeitweise als Sekundogenitur.

## Wirtschaft
In der Grafschaft Württemberg wurde hauptsächlich Landwirtschaft betrieben. Von großer Bedeutung waren der Anbau von Getreide und die Kultivierung der Weinberge sowie die Viehhaltung. Pferde- und Ochsenkarren wurden für den Transport benutzt. Wichtig für die Grafschaft waren Zollrechte und Geleitrechte an den Handelsstraßen wie zum Beispiel an der Fernstraße von Speyer nach Ulm. Die wichtigste Grundlage der Herrschaft war die Leibeigenschaft, der gewöhnliche Rechtszustand der nichtadligen Bevölkerung. Dies war verbunden mit regelmäßigen Abgaben und Frondiensten. Auch die Huldigung gegenüber der Obrigkeit und das Mortuarium gehörten dazu. In ihrer Freizügigkeit waren sowohl die Bauern, Häusler und Tagelöhner auf dem Land als auch die Bürger der württembergischen Landstädte stark eingeschränkt. Regelmäßig mussten sich im 14. und 15. Jahrhundert die württembergischen Untertanen per Eid zum Verbleib verpflichten, insbesondere zum Nichtabzug in die nahe gelegenen Reichsstädte. Als württembergische Lehensnehmer gab es rund 300 bis 500 Gefolgsleute der Grafen. Zu Lehen vom Grafen von Württemberg nehmen konnten Ritter, Niederadelige und Freie die Herrschaft über deren Dörfer, Burgen, Höfe, Grundstücke und das Zehntrecht. Seit 1374 besaß die Grafschaft das Recht zum Prägen eigener Münzen. Aus dem Jahr 1374 stammen somit die ersten Heller mit dem württembergischen Wappen, den drei liegenden Hirschstangen. Ab 1396 wurden auch württembergische Schillinge geprägt.

## Geschichte

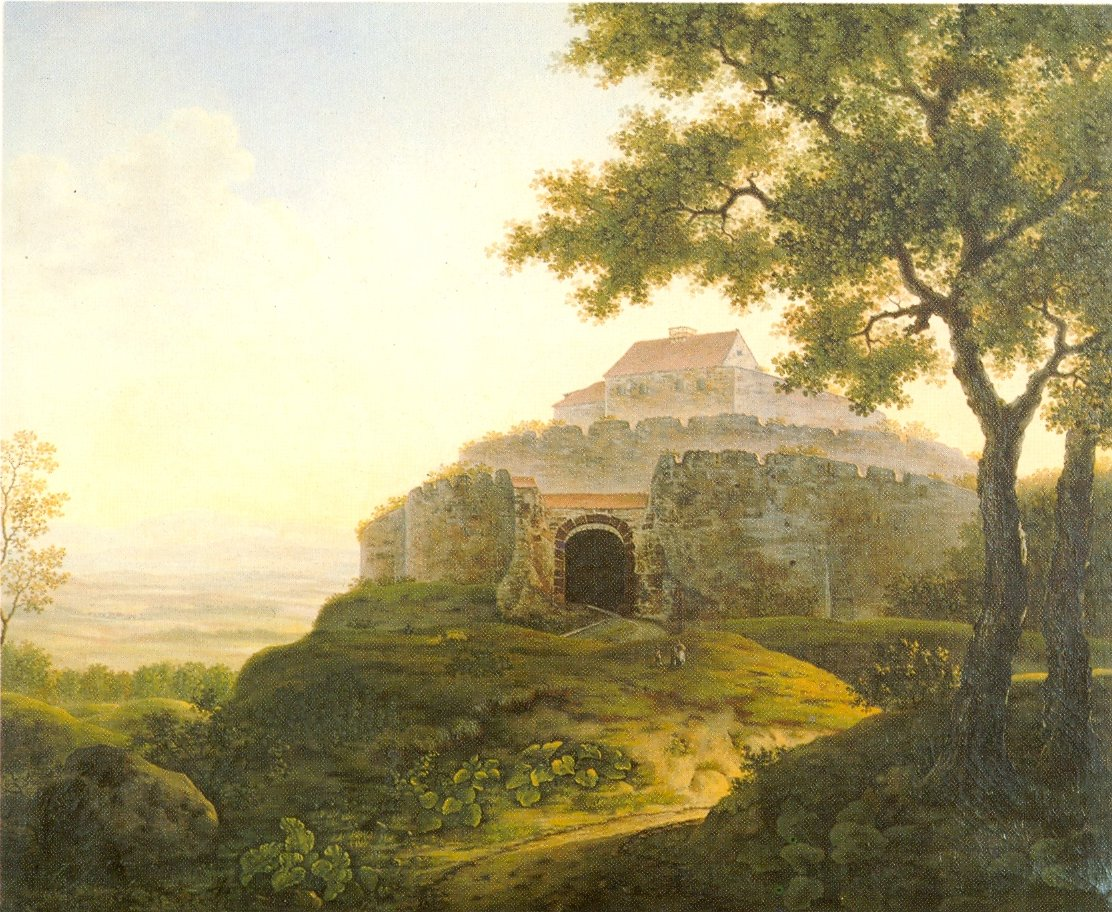
Burg Wirtemberg vor 1819 (Gemälde von Franz Xaver Odo Müller)

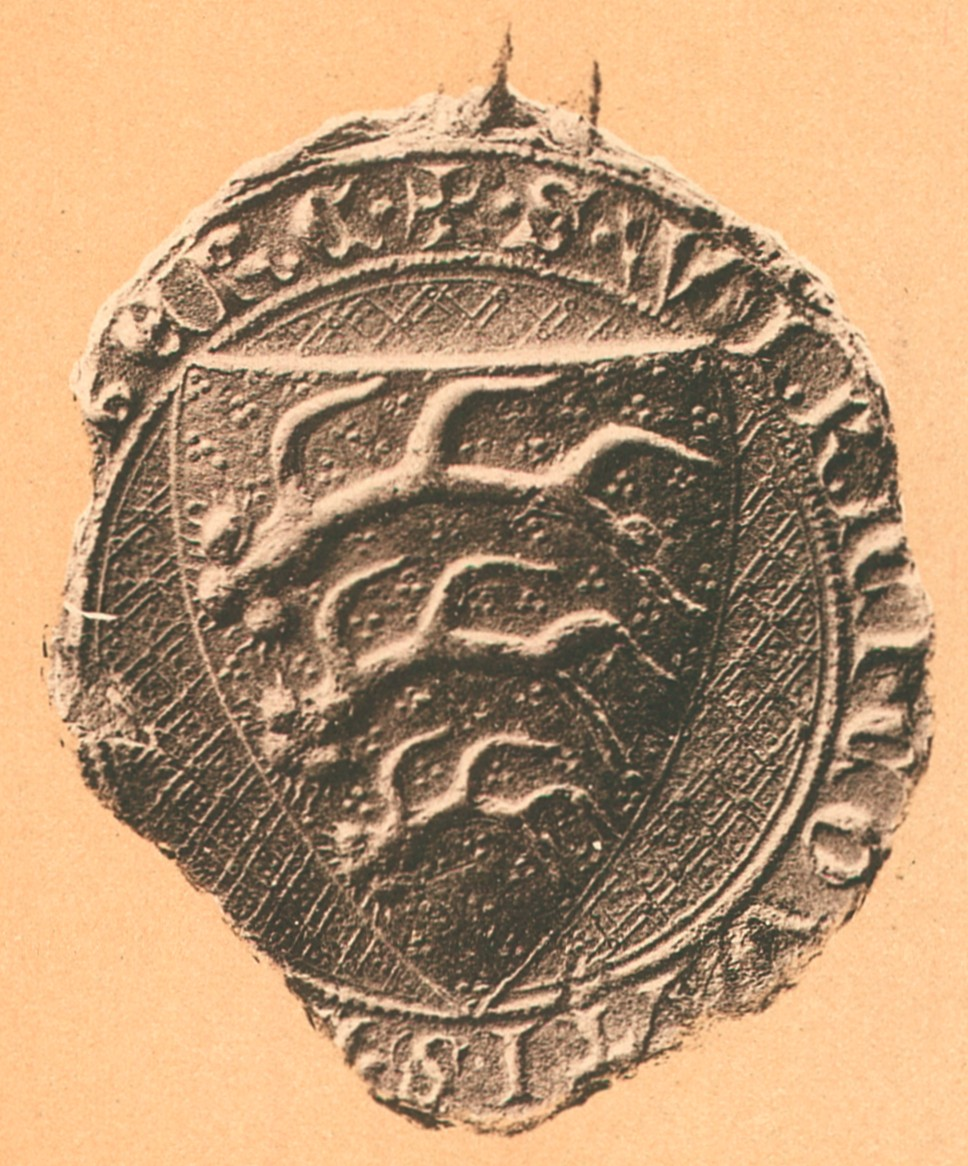
Siegel Graf Ulrichs des Stifters von 1259

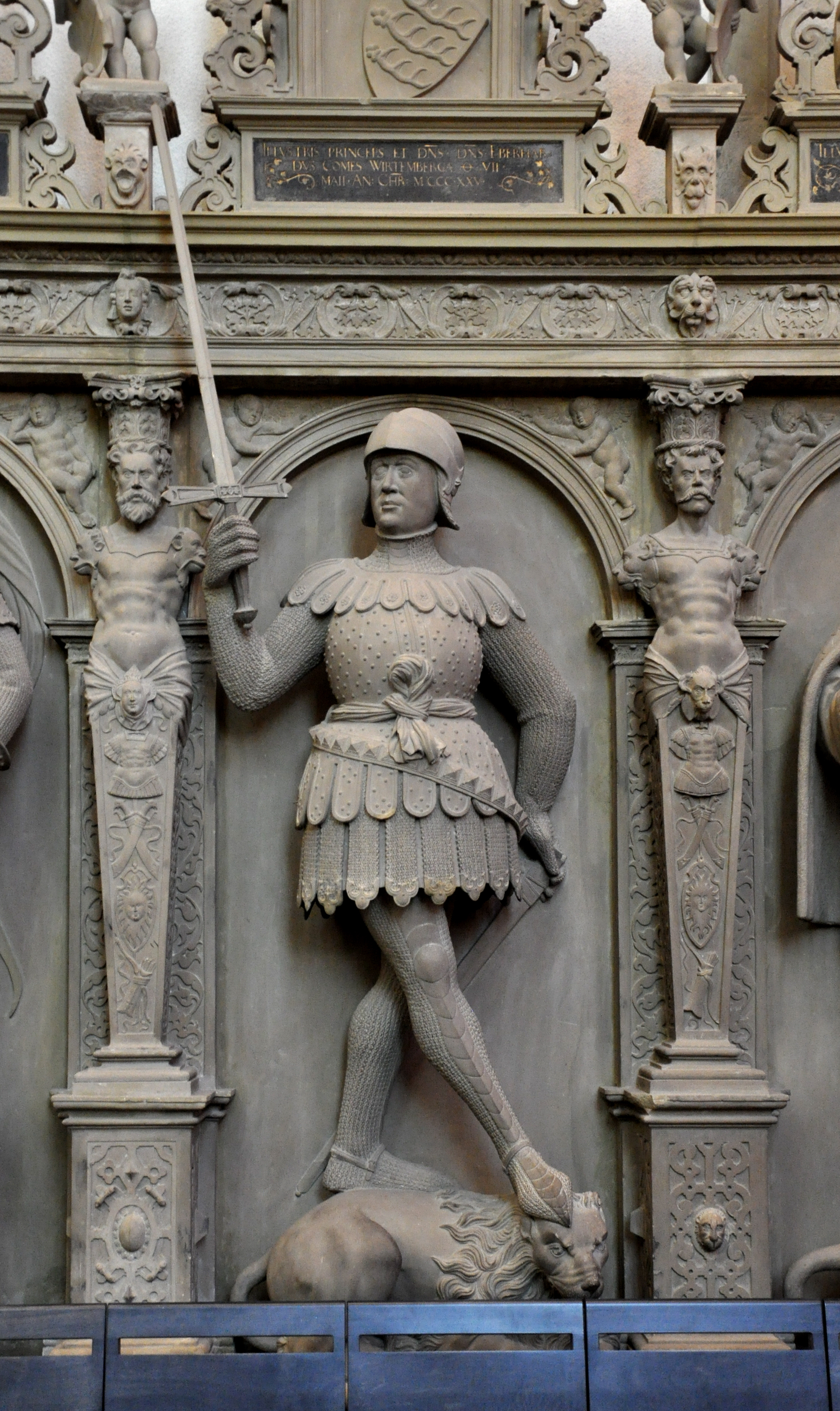
Standbild des Grafen Eberhard I. des Erlauchten in der Stuttgarter Stiftskirche

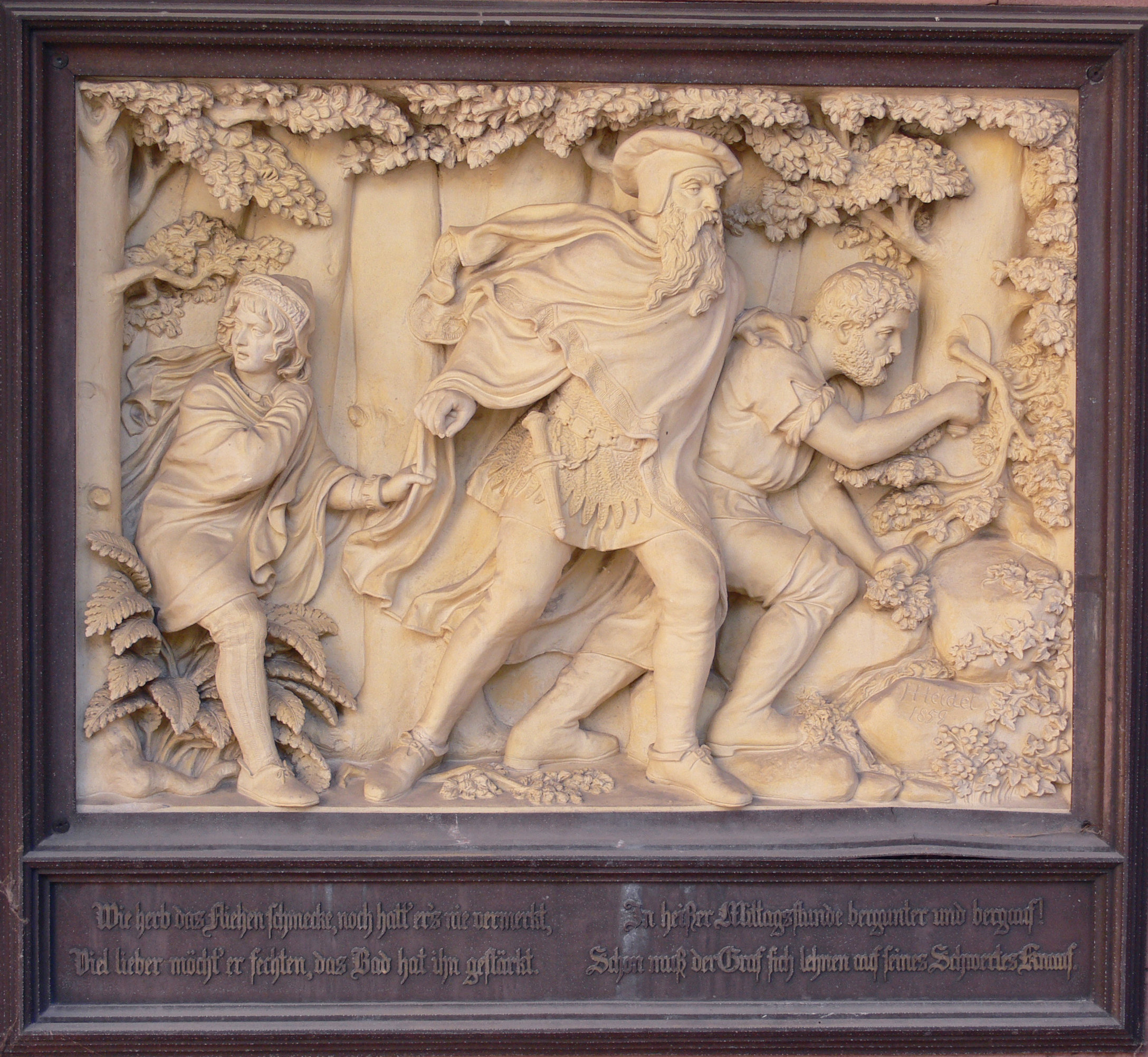
Von Ludwig Uhlands Gedicht Der Überfall im Wildbad inspiriertes Relief in Bad Wildbad. Der Überfall im Wildbad veranlasste den Grafen Eberhard II. zur Flucht mit seinem Sohn Ulrich nach Zavelstein

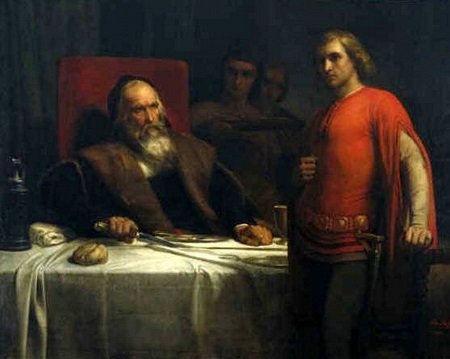
Graf Eberhard II. der Greiner verbannt seinen Sohn Ulrich von seiner Tafel, Gemälde von Ary Scheffer (1851). Darstellung einer Szene aus dem Jahre 1378 im Stuttgarter Schloss, als Eberhard der Greiner, wie von Martin Crusius in den Annales Suevici geschildert, das Tischtuch zerschnitt, um seinen Unmut wegen der Niederlage seines Sohnes in der 1377 geschlagenen Schlacht bei Reutlingen zum Ausdruck zu bringen

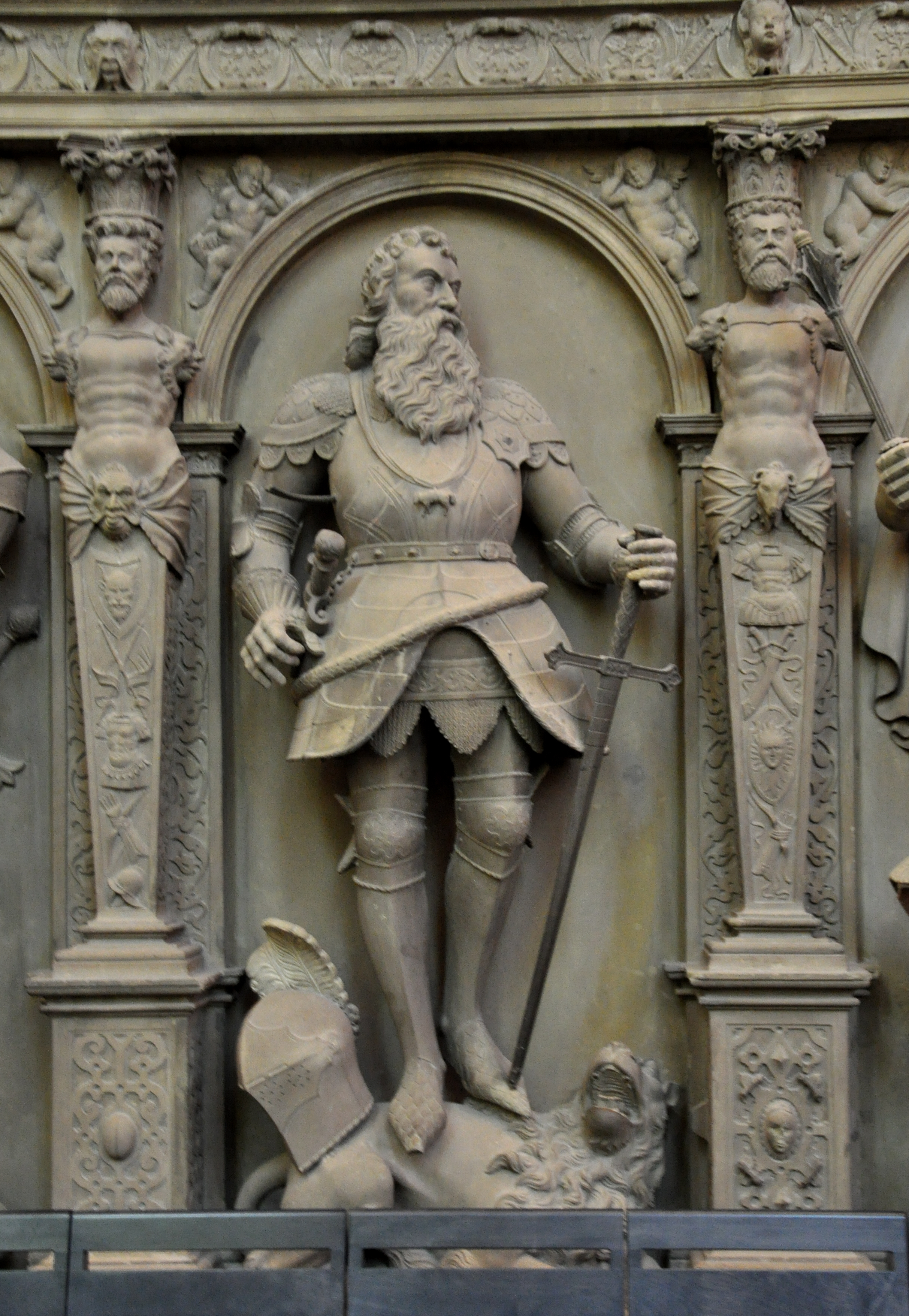
Standbild des Grafen Eberhard III. des Milden in der Stuttgarter Stiftskirche

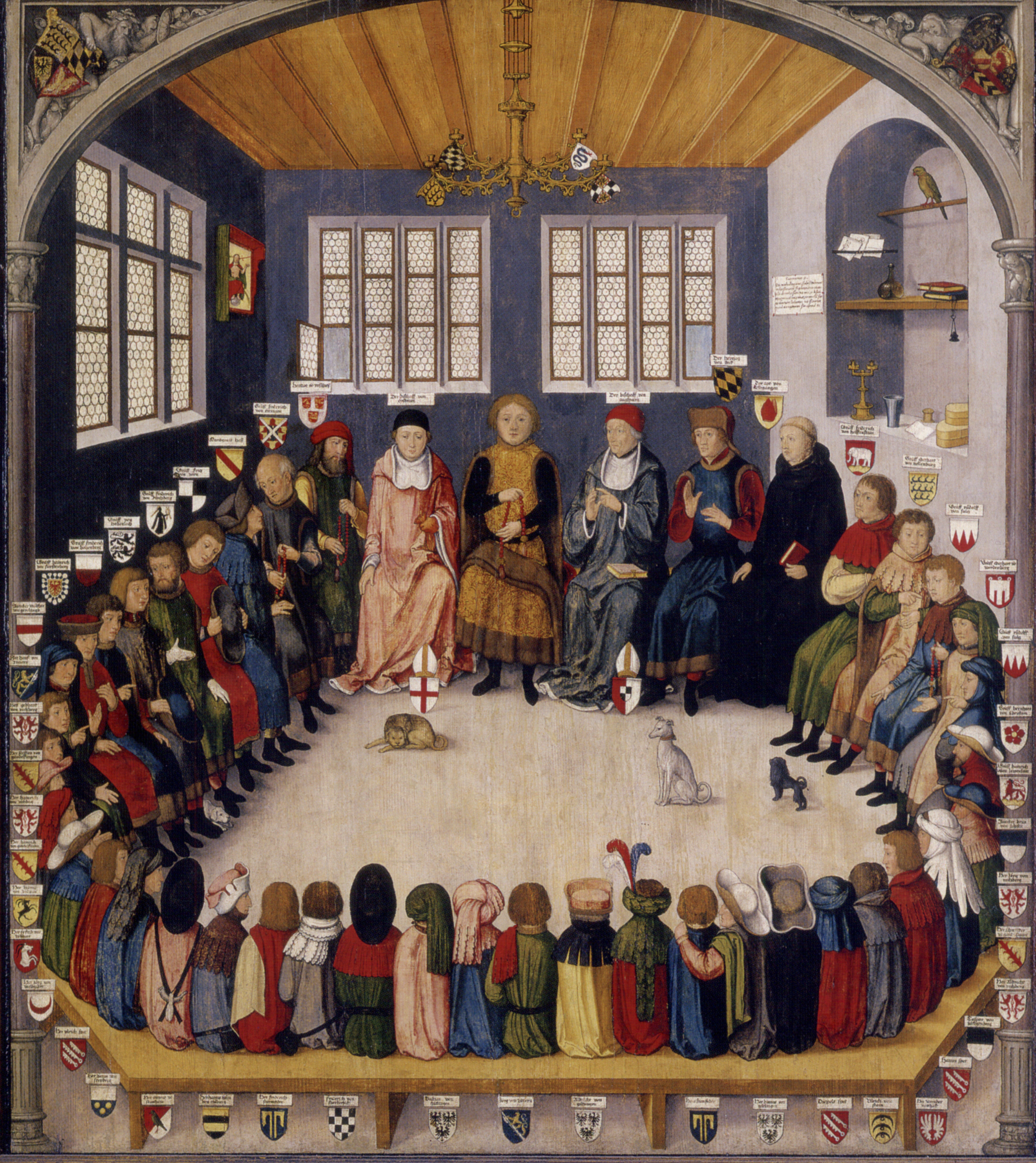
Graf Eberhard III. und seine Räte. Kopie um 1540 nach einem Vorbild um 1440. Württembergisches Landesmuseum, Stuttgart

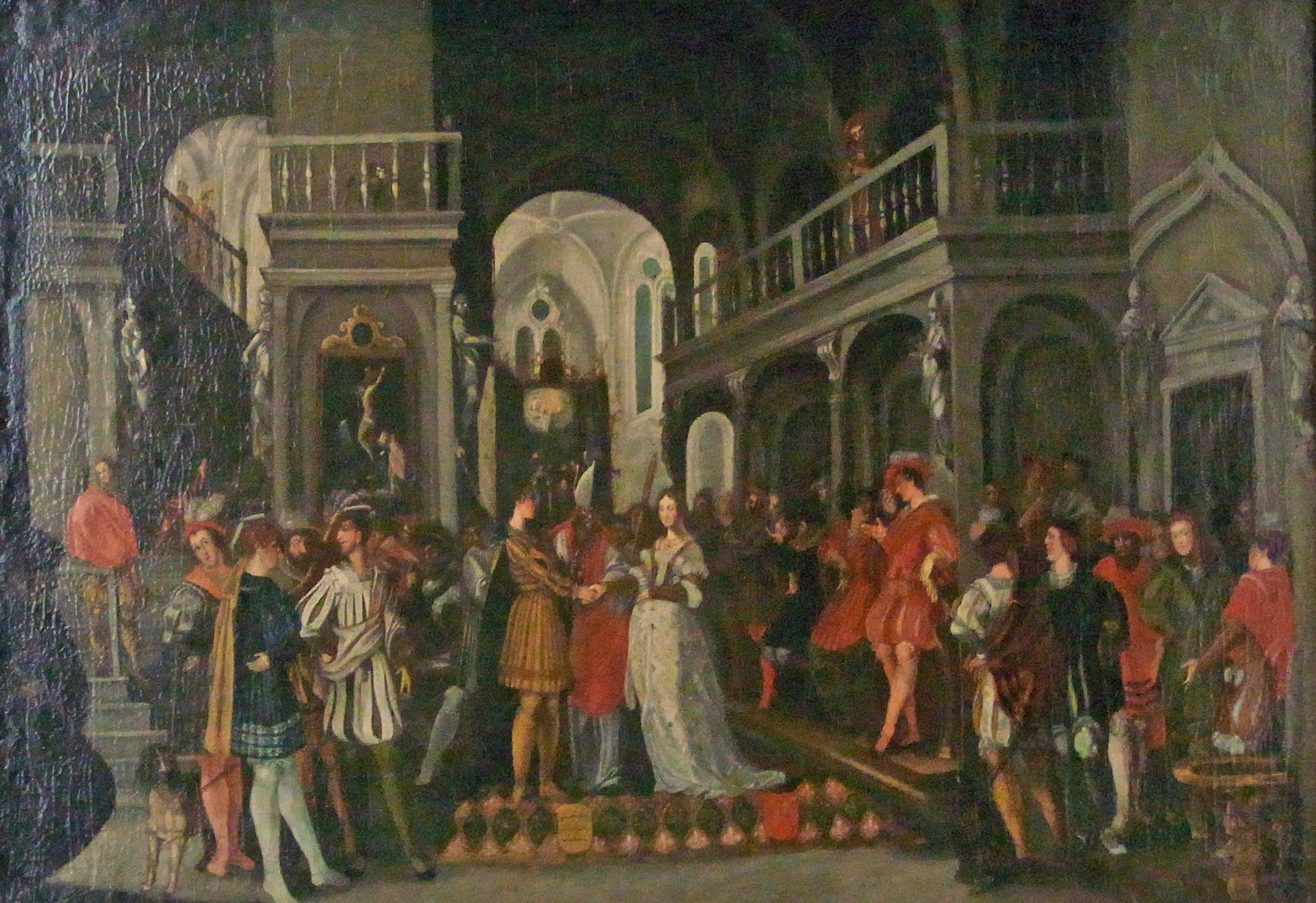
Die Hochzeit von Graf Eberhard IV. und Henriette von Mömpelgard. Gemälde aus dem Zeitraum von 1605 bis 1608, von Georg Donauer (1572/73–1634)

### Frühe Herren und Grafen von Württemberg
Die aus der Herrschaft Beutelsbach im Remstal hervorgegangene Grafschaft hatte ihren Schwerpunkt im mittleren Neckarraum. Die Grafen von Württemberg traten während der Zeit der Staufer im Gefolge der Herzöge von Schwaben mehrmals in Erscheinung, wobei auf Grund schlechter Überlieferung über die ersten beiden Jahrhunderte bis zum Niedergang der Staufer zur Geschichte des Hauses und der Grafschaft Württemberg wenig bekannt ist. 
Am Beginn der Geschichte steht Konrad von Beutelsbach, der vermutlich einer Seitenlinie der Salier entstammte, jedoch im Investiturstreit auf Seiten des Papstes stand. Er verlegte seinen Sitz von Beutelsbach auf die Burg Wirtemberg, welche um 1083 gemäß dem erhaltenen Weihestein der Burgkapelle entstand und sowohl dem Haus als auch dem Land den Namen gab. Als Stammmutter des Grafengeschlechts gilt Liutgart von Beutelsbach, die Schwester des ersten Herrn von Württemberg. Deren Sohn Konrad II. übernahm die Herrschaft von seinem Onkel. Zur Mitte des 12. Jahrhunderts traten die beiden Brüder Ludwig I. und Emicho von Württemberg gemäß den Urkunden an den Höfen der Staufer auf. In der zweiten Hälfte des 12. Jahrhunderts lässt sich ein Graf Ludwig II. von Württemberg nachweisen, dessen Nachfolger die beiden Brüder Ludwig III. und Hartmann I. von Württemberg waren. In jener Zeit scheint sich das Interesse des Hauses Württemberg für Besitzerwerb mehr in Richtung Oberschwaben verlagert zu haben, da der mittlere Neckarraum durch den Herrschaftsbereich der Staufer blockiert war. Im Laufe des 13. Jahrhunderts entstanden zwei Hauptlinien, die eigentlichen Grafen von Württemberg und die Grafen von Grüningen-Landau. Beide Linien entwickelten sich in der Mitte des 13. Jahrhunderts zu Gegnern der Staufer, da diese die Besitz- und Erbansprüche der schwäbischen Grafen missachteten. In der Schlacht bei Frankfurt am 5. August 1246 wechselten die beiden Grafen Ulrich von Württemberg und Hartmann von Grüningen die Seiten, indem sie etwa zwei Drittel des staufischen Heeres unter König Konrad IV. mit 2000 Rittern und Schützen vom Schlachtfeld abzogen und damit dem Gegenkönig Heinrich Raspe IV. zum Sieg verhalfen, der auf Seiten des Papstes Innozenz IV. stand, welcher die Herrschaft der Staufer beenden wollte.

### Graf Ulrich der Stifter († 1265)
Graf Ulrich der Stifter hatte sich im Zusammenhang mit der 1245 vom Papst verkündeten Absetzung Kaiser Friedrichs II. bestechen lassen. Es wurden ihm im Falle des Verrats gegen die Staufer neben dem Bestechungsgeld beträchtliche Anteile des Herzogtums Schwaben versprochen. Zwar erfüllten sich die Erwartungen schließlich nicht vollständig, aber es gelang Graf Ulrich während des Interregnums, sich die späteren Kerngebiete der Grafschaft Württemberg am mittleren Neckar und im unteren Remstal aus vormals staufischem Besitz oder Reichsgut zu sichern. Zu seinen Erwerbungen zählten die Städte Leonberg, Waiblingen und Schorndorf als auch die Vogteirechte über die umliegenden Klöster wie etwa Lorch und Denkendorf. Durch die 1251 erfolgte Heirat mit Mechthild von Baden kam es zu weiteren richtungsweisenden Gebietsbereinigungen. Das Haus Baden überließ Graf Ulrich die badischen Besitzungen im mittleren Neckarraum, womit auch die spätere Landeshauptstadt Stuttgart aus badischem in württembergischen Besitz überging. Während seiner Herrschaft sicherte Graf Ulrich sich auch die Gebiete der Grafen von Achalm und Urach. Damit verbunden waren die Städte Münsingen, Pfullingen und Nürtingen. Graf Ulrich I. wurde 1259 zum Marschall des Reiches über ganz Schwaben ernannt.

### Graf Ulrich II. († 1279)
Da beim Tod des Grafen Ulrich I. 1265 der Sohn Ulrich II. noch minderjährig war, übernahm der Vetter Hartmann von Grüningen zunächst die Vormundschaft. Um das Jahr 1269 erreichte Graf Ulrich II. die Volljährigkeit und beendete den Konfrontationskurs gegen die Politik der Revindikation (Wiedergewinnung verlorenen Reichsgutes) von König Rudolf I., welcher von Ulrichs Vormund eingeschlagen worden war. Aber schon im Jahre 1279 starb Graf Ulrich II. im Alter von 25 Jahren ohne Nachkommen, sodass sein 14 Jahre alter Halbbruder Eberhard zur Nachfolge kam.

### Graf Eberhard I. der Erlauchte († 1325)
Während der zweiten Hälfte des 13. Jahrhunderts und während des gesamten 14. Jahrhunderts hatte die Grafschaft Württemberg einen stetigen Wachstumsprozess durchlaufen, der im Rückblick betrachtet keineswegs als selbstverständlich angenommen werden darf. Es war letztendlich viel dem Zufall geschuldet, dass in den folgenden Auseinandersetzungen mit den Königen zur rechten Zeit deren Tod eintrat und der jeweilige Nachfolger den Konflikt nicht fortsetzte und somit das Haus Württemberg vor der drohenden Entmachtung rettete.
Graf Eberhard I. der Erlauchte, der schon als Säugling Vollwaise war und in jungen Jahren zur vollen Verantwortung gelangte, beherrschte die ererbte Grafschaft 46 Jahre lang, wobei er ständige Fehden zur Erhaltung seines Erbes durchkämpfte, ehe er im Alter von 60 Jahren starb.
Während seiner langen Herrschaft regierten im Heiligen Römischen Reich nacheinander fünf Könige sowie ein Gegenkönig, wobei er mit zwei Königen in existenzbedrohende Konflikte geriet und nur der jeweils rechtzeitig eintretende Tod des jeweiligen Königs die Grafschaft vor der endgültigen Vernichtung rettete.
Den ersten existenzbedrohenden Konflikt bereitete ihm König Rudolf I., der die dem Reich und dem Herzogtum Schwaben mit dem Untergang der Staufer verloren gegangenen Besitztümer wiedererlangen wollte. Stuttgart wurde 1286 vom Heer des Königs wochenlang belagert. Das königliche Heer verwüstete im Jahr darauf zudem die ganze Umgebung von Stuttgart. Ein vorläufiger Ausgleich mit dem König 1287 und dessen Tod 1291 rettete den Grafen Eberhard I. zunächst.
Dass mit dem Jahre 1292 nicht wieder ein Herrscher aus dem Hause Habsburg zu Zuge kam, mit dem Württemberg in Schwaben konkurrierte, sondern die Wahl auf Adolf von Nassau als neuen König fiel, konnte Graf Eberhard I. zu der Zeit nur recht sein. Im Jahre 1298 sah sich Graf Eberhard I. jedoch durch die entschiedene Machtpolitik des neuen Königs, Reichsinteressen auch in Schwaben durchzusetzen, dazu veranlasst, sich im heraufziehenden Thronstreit auf eine Vereinbarung mit dem Hause Habsburg einzulassen und dieses zu unterstützen.
Graf Eberhard I. erhielt zum Dank 1298 vom neuen König Albrecht I. die Landvogtei von Niederschwaben. Dies war hilfreich für den weiteren Aufstieg der Grafen von Württemberg zu Landesherren, die nun bis 1378, mit einigen Unterbrechungen, immer wieder die Reichslandvogtei von Niederschwaben verliehen bekamen. Die Aufgabe der Reichslandvögte in Schwaben war eigentlich die Wiedergewinnung und Verwaltung des mit dem Untergang der Staufer verlorenen Besitzes der Könige und Herzöge von Schwaben. Dies lag jedoch weder im Interesse des Hauses Württemberg noch des gesamten schwäbischen Adels und stieß deshalb auf deren Widerstand.
Graf Eberhard I. vergrößerte sein Herrschaftsgebiet um fast die Hälfte. Zu den hinzugewonnenen Städten zählten in jener Zeit Backnang und Calw (1308). Im Jahre 1310 fühlten sich die schwäbischen Reichsstädte durch Württemberg massiv bedroht. Deshalb eröffnete König Heinrich VII. den Reichskrieg, der wieder zu großen Zerstörungen führte. Durch den Überfall der Reichsstadt Esslingen auf das Stift und die Grablege der Württemberger in Beutelsbach verlor dieser ursprüngliche Sitz 1311 seine Bedeutung. Die Grablege kam an die Stiftskirche nach Stuttgart, und die Stadt mit dem Alten Schloss wurde zur alleinigen Residenz erhoben.
Seit der königlichen Doppelwahl 1314 mit den beiden konkurrierenden Königen Ludwig und Friedrich auf Reichsebene trat für Württemberg die Situation ein, nicht mehr im Fokus der großen Politik zu stehen. In seinen letzten Jahren nutzte Graf Eberhard der Erlauchte diese komfortablen Umstände, um die erlittenen territorialen Rückschläge wieder auszugleichen und sogar weitere Gebiete hinzuzugewinnen. So kamen die Städte und Burgen Göppingen (1319), Hohenstaufen (1319), Dornstetten (1320), Neuffen, Rosenfeld, Neuenbürg sowie der Glemsgau mit dem Hohenasperg dazu.

### Graf Ulrich III. († 1344)
Da der im Konflikt mit König Friedrich dem Schönen obsiegende Kaiser Ludwig IV. der Bayer in Schwaben über keine Hausmacht verfügte, geriet Graf Ulrich III. von Württemberg auch in keine weiteren Konflikte mit der Reichsgewalt. Somit konnte sich Graf Ulrich III. weitgehend ungestört um die Vergrößerung seines Territoriums kümmern. Im Jahre 1330 erhielt der Graf vom Kaiser das Amt des Landvogts in Niederschwaben auf Lebenszeit und zudem zeitweise im Elsass. Durch die Heirat mit der elsässischen Grafentochter Sophie von Pfirt waren württembergische Interessen im Elsass entstanden, die bereits 1324 zum Erwerb der Grafschaft Horburg und der Stadt und Herrschaft Reichenweier geführt hatten. Die Erwartung einer Erbschaft weiterer Gebiete im Elsass erfüllten sich für Württemberg jedoch nicht, da Sophies Nichte Johanna von Pfirt alle elsässischen Gebiete des Hauses Pfirt erbte, die somit dem Hause Habsburg zufielen.
Als prestigeträchtig erwies sich 1336 der Gewinn der Reichssturmfahne verbunden mit dem Lehen der Stadt Markgröningen. Durch den Kauf der Grafenstädte Vaihingen an der Enz 1339 und Tübingen 1342, die bis dahin Sitz der Grafen von Vaihingen und der Pfalzgrafen von Tübingen waren, konnte die Grafschaft Württemberg jeweils weiter vergrößert werden. Im Jahre 1343 konnte zusätzlich der Reichsforst Schönbuch eingegliedert werden. Weitere territoriale Gewinne umfassten die halbe Herrschaft Teck mit Kirchheim, Winnenden, die Grafschaft Aichelberg und Grötzingen.

### Graf Eberhard II. der Greiner († 1392) und Graf Ulrich IV. († 1362)
Durch viele Faktoren begünstigt, wuchs die Grafschaft Württemberg ganz wesentlich im 14. Jahrhundert zu dem heran, was seit dem 19. Jahrhundert als Altwürttemberg bezeichnet wurde. Die meisten Territorialgewinne sind jedoch nicht durch Eroberungen, sondern durch geschickte Heiratspolitik und Sparsamkeit erreicht worden. Durch Gewinne der Württemberger aus ihren eigenen Besitzungen wurde Jahr für Jahr eine Burg, Stadt oder Dorf hinzugekauft. Begünstigend für die Grafschaft Württemberg waren Landesteilungen in den umliegenden Grafschaften unter deren erbberechtigten Söhnen und deren Misswirtschaft, die es Württemberg erlaubte, deren Gebiete zu kaufen. Günstig für Württemberg war es auch, dass eigene Landesteilungen im 14. Jahrhundert vermieden werden konnten. In jeder Generation war entweder nur ein Nachfolger vorhanden, oder es setzte sich letztlich nur ein starker Herrscher gegen die anderen Geschwister durch. So war es auch im Falle der Brüder Eberhard II. und Ulrich IV., die die Grafschaft von 1344 bis 1362 zunächst gemeinsam regierten. Der jüngere Graf Ulrich IV. stand jedoch ganz im Schatten seines älteren Bruders Eberhard II. Dennoch wurden sie beide 1344 zu Landvögten des Kaisers in Niederschwaben ernannt. Beide Grafen unterstützten dann den späteren Kaiser Karl IV. in seinem Kampf gegen König Günther von Schwarzburg. Karl IV. bestätigte deshalb die Grafen von Württemberg als Landvögte von Niederschwaben und brachte damit zum Ausdruck, dass er die Württemberger als führende Macht am mittleren Neckar betrachtete.
Im Jahre 1349 wütete in Süddeutschland erstmals in sehr großem Ausmaß eine Pestepidemie, die ganz Europa betraf. Die Seuche suchte auch die Bevölkerung in den württembergischen Gebieten heim und dezimierte sie erheblich, insbesondere in der Residenzstadt Stuttgart und in den weiteren Städten der Grafschaft. Die Erschütterungen durch die Seuche führte auch zu Judenverfolgungen.  Die beiden Grafen von Württemberg versuchten, die überlebende Bevölkerung im Land zu halten und die verlorene Wirtschaftskraft neu aufzurichten. Es entstanden ab dem Jahre 1350 die ersten erhaltenen Einwohnerlisten (Urbare) mit Steuer- und Güterbüchern.
Mit den Reichsstädten kam es 1359 zu Auseinandersetzungen, weil diese sich durch ein Bündnis der württembergischen Grafen mit Herzog Rudolf IV. von Österreich bedroht fühlten. Als deswegen Kaiser Karl IV. den Reichskrieg erklärte, unterwarfen sich die beiden Grafen der kaiserlichen Macht und gaben das Bündnis mit Österreich auf.
Graf Eberhard II. zwang den kinderlosen Grafen Ulrich IV. schließlich 1361 zu einem Vertrag über die Unteilbarkeit der Grafschaft Württemberg, sodass Ulrich im Jahr darauf von der Regierungsbeteiligung zurücktrat und seinem Bruder Eberhard II. die gesamte Herrschaft überließ.
Die Grafschaft Württemberg verzeichnete weitere beträchtliche Zugewinne, wie zum Beispiel die Stadt Böblingen (1357) und 1381 von den Herzögen von Teck die zweite Hälfte von Kirchheim.
Das Jahr 1367 ging wegen des Überfalls im Wildbad auf Graf Eberhard II. den Greiner durch die raubritterlichen Martinsvögel, angeführt durch den Grafen Wolf von Eberstein, in die württembergischen Annalen ein. Dieses Ereignis steht im Zusammenhang mit der legendären Flucht des Grafen Eberhard II. mit seinem Sohn Ulrich nach Zavelstein. 
Die Festigung seiner Macht führte Graf Eberhard II. zu weiteren Auseinandersetzungen mit den Reichsstädten, die sich 1376 im Schwäbischen Städtebund zusammengeschlossen hatten, weil Kaiser Karl IV. aus Geldmangel die Privilegien freier Reichsstädte an die Reichsfürsten verpfänden wollte. In der Schlacht bei Reutlingen erlitt Eberhards Sohn Ulrich 1377 eine empfindliche Niederlage in der Auseinandersetzung mit der Reichsstadt Reutlingen. Beim in Ritterbünden zusammengeschlossenen Adel, der sich auch im Konflikt mit den Reichsstädten befand, versuchte Eberhard II. als Vermittler zu wirken. Letztlich steuerte aber alles auf einen großen Konflikt zu. In der Schlacht bei Döffingen besiegte Eberhard der Greiner 1388 den Städtebund und ging somit als Landesfürst gestärkt aus dem Konflikt hervor, verlor jedoch seinen Sohn Ulrich, der in der Schlacht fiel. Das Jahr 1388 bewirkte im Ergebnis, dass die Grafschaft Württemberg nach über 100 Jahren teils existenzbedrohender Konflikte mit den Königen und den Reichsstädten endgültig als fürstengleicher Territorialstaat etabliert war.

### Graf Eberhard III. der Milde († 1417) und Graf Eberhard IV. der Jüngere († 1419)
Die Herrschaft des Grafen Eberhards III. des Milden war geprägt durch die Bündnispolitik mit den benachbarten Fürstenhäusern und Reichsstädten. Ein wichtiger Erfolg war der Sieg über den Adelsbund der Schlegler im Jahre 1395, der ansonsten den seit 1388 bestehenden Landfrieden in Schwaben erneut bedroht hätte. Durch Kauf erhielt der Graf 1403 die Herrschaft Schalksburg mit Balingen und Onstmettingen und erwarb zudem den Rest von Bietigheim. 
Graf Eberhard III. trat 1405 dem Marbacher Bund bei, der sich gegen die Hausmacht- und Territorialpolitik von König Ruprecht richtete.
Die bedeutendste Erwerbung zu Beginn des 15. Jahrhunderts war die Grafschaft Mömpelgard am Rande des Schweizer Juras, welche durch die Verlobung des Grafen Eberhard IV. mit Henriette von Mömpelgard bereits 1397 eingeleitet worden war. Spätestens 1407 war die Ehe geschlossen und die Grafschaft Mömpelgard seither beim Haus Württemberg. Ab 1409 regierte Graf Eberhard IV. mit Henriette in Mömpelgard und wechselte 1417 beim Tod Eberhards III. nach Stuttgart. König Sigismund bestätigte der Grafschaft Württemberg die Gerichtsbarkeit über sämtliche ihrer Gebiete und befreite sie förmlich von der Zuständigkeit fremder Gerichte, wie etwa dem Hofgericht in Rottweil. Die Herrschaft Graf Eberhards IV. dauerte nur zwei Jahre, ehe er starb, und die beiden Söhne Ludwig I. († 1450) und Ulrich V. den Vielgeliebten († 1480) im Alter von sieben beziehungsweise sechs Jahren hinterließ.

### Württemberg in den Zwanziger und Dreißiger Jahren des 15. Jahrhunderts
Von 1419 bis 1421 stand die Grafschaft Württemberg unter der Regentschaft von Gräfin Henriette und deren Räten. Die Räte führten ab 1421 die Regentschaft selbstständig weiter, da sich Henriette aus der württembergischen Politik auf ihren Witwensitz nach Nürtingen zurückzog und ihr Augenmerk mehr auf die Regierung der Grafschaft Mömpelgard lenkte. Bei der Belagerung und Zerstörung der Burg Hohenzollern von 1422 bis 1423 stand Württemberg an der Seite der Reichsstädte. Im Jahr 1426 wurde Graf Ludwig I. im Alter von vierzehn Jahren für volljährig erklärt und regierte die Grafschaft Württemberg zunächst alleine. Er setzte die Politik des Landfriedens fort und trat der adeligen Gesellschaft Sankt Jörgenschild bei. Als sein jüngerer Bruder Ulrich V. 1433 zur Mitregierung zugelassen wurde, begann eine acht Jahre dauernde Doppelherrschaft, die jedoch mit dem Nürtinger Vertrag am 25. Januar 1442 endete. Eine bisher in der Aufstiegsgeschichte der Grafschaft Württemberg stets vermiedene Landesteilung trat nun unter Missachtung des Vertrags über die Unteilbarkeit der Grafschaft aus dem Jahre 1361 erstmals mit unbegrenzter Dauer ein.

### Linie Württemberg-Urach
Bei der 1442 erfolgten Landteilung erhielt der ältere Graf Ludwig I. die südliche und westliche Hälfte des Landes mit den Städten Urach, Tübingen, Herrenberg, Leonberg und Calw sowie den weiteren umliegenden Teilen auf der Schwäbischen Alb, dem Schwarzwald und dem Enztal. Dazu gehörten auch die elsässischen Gebiete um Horburg und Reichenweier sowie durch Losentscheid nach dem Tod der Mutter Henriette 1444 die Grafschaft Mömpelgard in Personalunion. Als Residenz wählte Graf Ludwig I. das Schloss Urach. 
Die Herrschaft in der Linie Urach kann in fünf aufeinanderfolgende Zeitabschnitte unterteilt werden. Der erste Zeitabschnitt von 1442 bis 1450 betrifft die verbleibende Lebenszeit von Graf Ludwig I. († 1450), in der dieser seine Politik der Nichteinmischung in Fehden fortsetzte bis zu seinem frühen, durch die Pest verursachten Tod. Seine letzte Ruhe fand er in der Kartause Güterstein, ehe sein Sarg 1554 in die Stiftskirche nach Tübingen überführt wurde.
Nach dem Tod von Graf Ludwig I. führte von 1450 bis 1453 ein Vormundschaftsrat zusammen mit dem Bruder des Verstorbenen, Graf Ulrich V. von Württemberg-Stuttgart, die Regentschaft. Im Jahre 1453 wurde Graf Ludwig II. von Württemberg-Urach für volljährig erklärt. Seine Herrschaft als Graf in Urach währte jedoch nur kurz, da der zeitlebens kränkelnde Graf bereits 1457 im jugendlichen Alter von 17 Jahren verstarb.
Wieder wurde von 1457 bis 1459 im Uracher Landesteil eine Regentschaft benötigt, die zweite Uracher Vormundschaftszeit. In dem Zusammenhang traten die Württembergischen Landstände ins Licht der Geschichte. Im Jahre 1457 sind die ersten württembergischen Landtage dokumentiert. Gemäß unsicherer mündlicher Überlieferung versammelten sich im November 1457 im Gasthaus Schwarzer Adler in Leonberg Abgeordnete der Städte des Uracher Landesteils, um sich mit Graf Ulrichs Streit mit dem Kurfürsten Friedrich um die Frage der Vormundschaft über Ulrichs Neffen Eberhard von Württemberg-Urach zu befassen. Die Uracher Landschaft entschied sich in dieser Frage für die Vormundschaft Graf Ulrichs V. von Württemberg-Stuttgart. Zudem traten Vertreter der Landschaft in den neuen Vormundschaftsrat ein, sodass sie direkten Einfluss auf politische Entscheidungen des Uracher Landesteils nehmen konnten.
Als Graf Eberhard V. im Bart 1459 seine Volljährigkeit erreicht hatte, gelang es ihm, den Ausbau der Herrschaft und der Residenz in Urach im Sinne seines verstorbenen Vaters fortzuführen und durch seine kluge Politik die Grundlagen für eine Wiedervereinigung Württembergs zu schaffen. Dabei stützte er sich auch ganz wesentlich auf die Landstände, die ebenfalls an der Einheit des Landes interessiert waren.
Die nachhaltigste Tat von Graf Eberhard im Bart, die Gründung der Universität Tübingen 1477, geschah noch zur Zeit des geteilten Landes, jedoch mit dem Wohlwollen und der Unterstützung durch Graf Eberhards kluge Mutter Mechthild von der Pfalz.

### Linie Württemberg-Stuttgart
Graf Ludwig I. jüngerer Bruder Ulrich V. der Vielgeliebte erhielt bei der Teilung der Grafschaft 1442 den nordöstlichen Teil mit den Städten Stuttgart, Cannstatt, Waiblingen und Schorndorf im Remstal sowie entlang des mittleren Neckartals Neuffen, Nürtingen, Kircheim unter Teck, Marbach und Großbottwar. Außerdem gehörte die Herrschaft Schalksburg, mit Balingen und Ebingen vom nordöstlichen Hauptteil weit entfernt, ebenfalls dazu. Anders als sein Bruder Ludwig, den er um 30 Jahre überleben sollte, mischte sich Ulrich V. in zahlreiche Fehden ein. Im Städtekrieg von 1449/50 unterstützte er das Anliegen von Albrecht Achilles. In der Frage der Vormundschaft über seine Neffen im Uracher Landesteil geriet Ulrich V. in Streit mit dem mächtigen Kurfürsten Friedrich I. von der Pfalz. Auch Kurfürst Friedrich I. glaubte, ein Anrecht auf die Vormundschaft zu haben, da er deren Onkel mütterlicherseits war. 
Im Badisch-Pfälzischen Krieg wurde Graf Ulrich V. von Württemberg-Stuttgart als Parteigänger Kaiser Friedrichs III. direkter Kriegsgegner der Kurpfalz. Seine Niederlage und Gefangennahme in der Schlacht bei Seckenheim war eine Katastrophe, denn zu seiner Freilassung war ein Lösegeld von 100.000 Gulden erforderlich. Eine Entschädigung von Seiten des Kaisers wurde Graf Ulrich V. nicht gewährt. Damit war die Grafschaft Württemberg-Stuttgart entscheidend geschwächt und politisch nur noch sehr eingeschränkt handlungsfähig.

### Wiedervereinigung Württembergs unter dem Grafen Eberhard im Bart († 1496)
Mit der Wiedervereinigung der beiden württembergischen Landesteile 1482 im Münsinger Vertrag führte Graf Eberhard im Bart seine erfolgreiche Herrschaft im Uracher Landesteil nun in Stuttgart für ganz Württemberg fort. Die im Uracher Landesteil neu errichtete Universität in Tübingen wurde aber im Zuge der Wiedervereinigung nicht nach Stuttgart verlegt, da die in Tübingen inzwischen bezogenen Gebäude und Einrichtungen sonst wieder aufgegeben hätten werden müssen. Zur Unterstützung des Landfriedens trat Graf Eberhard im Bart 1488 dem neu gegründeten Schwäbischen Bund bei. Im Jahr 1492 gründete Graf Eberhard im Bart das Stift St. Peter auf dem Einsiedel. Im selben Jahr schloss Graf Eberhard im Bart mit seinem Nachfolger den Esslinger Vertrag, der vorsah, dass sein als ungeeignet befundener Vetter und Nachfolger keine Alleinherrschaft ausüben sollte, sondern nur zusammen mit dem Landhofmeister und zwölf Räten regieren durfte. Eberhards größter politischer Triumph war die Erhebung zum Herzog von Württemberg auf dem Reichstag zu Worms (1495). Das Gedicht Der reichste Fürst aus dem Jahre 1818, welches die Vorgänge während des Reichstages 1495 reflektiert, stammt aus der Feder von Justinus Kerner.

## Listen der Herren und Grafen von Württemberg

### Frühe Herren und Grafen von Württemberg während der Zeit der Salier und Staufer
| Regierungszeit | Name                      | Geboren   | Gestorben | Anmerkung                                                                                       |
| -------------- | ------------------------- | --------- | --------- | ----------------------------------------------------------------------------------------------- |
| um 1081–1110   | Konrad I. von Beutelsbach | ?         | ?         | Herr von Württemberg, möglicherweise ein Nachkomme des Herzogs Konrad II. von Kärnten           |
| um 1110–1143   | Konrad II.                | ?         | ?         | Herr und Graf von Württemberg, Neffe des vorigen                                                |
| um 1138–1158   | Ludwig I.                 | * um 1119 | † 1158    | Graf von Württemberg, Sohn des vorigen                                                          |
| um 1158–1181   | Ludwig II.                | * um 1137 | † 1181    | Herr und Graf von Württemberg, vermutlich der Sohn des vorigen                                  |
| um 1181–1240   | Hartmann I.               | * um 1160 | † um 1240 | Graf von Württemberg, zunächst gemeinsam mit seinem Bruder Ludwig III., beide Söhne des vorigen |

### Grafen von Württemberg nach dem Niedergang der Staufer
| Regierungszeit | Name                      | Geboren      | Gestorben | Anmerkung                                              |
| -------------- | ------------------------- | ------------ | --------- | ------------------------------------------------------ |
| um 1241–1265   | Ulrich I. der Stifter     | * 1226       | † 1265    | Graf von Württemberg, vermutlich ein Enkel des vorigen |
| 1265–1279      | Ulrich II.                | * um 1253/54 | † 1279    | Graf von Württemberg, Sohn des vorigen                 |
| 1279–1325      | Eberhard I. der Erlauchte | * 1265       | † 1325    | Graf von Württemberg, Bruder des vorigen               |
| 1325–1344      | Ulrich III.               | * um 1292    | † 1344    | Graf von Württemberg, Sohn des vorigen                 |
| 1344–1362      | Ulrich IV.                | * 1315       | † 1362    | Graf von Württemberg, Sohn des vorigen                 |
| 1344–1392      | Eberhard II. der Greiner  | * nach 1315  | † 1392    | Graf von Württemberg, Bruder des vorigen               |
| 1392–1417      | Eberhard III. der Milde   | * 1364       | † 1417    | Graf von Württemberg, Enkel des vorigen                |
| 1417–1419      | Eberhard IV. der Jüngere  | * 1388       | † 1419    | Graf von Württemberg, Sohn des vorigen                 |

Die beiden Söhne des Grafen Eberhard IV. regierten bis 1441 noch gemeinsam und nahmen dann eine Landesteilung vor, die im Nürtinger Vertrag 1442 festgeschrieben wurde.

### Grafen von Württemberg aus der Linie Urach
| Regierungszeit | Name                | Geboren | Gestorben | Anmerkung |
| -------------- | ------------------- | ------- | --------- | --- |
| 1419–1450      | Ludwig I.           | * 1412  | † 1450    | Graf von Württemberg, seit 1441 Graf von Württemberg-Urach, Sohn des vorigen                                                  |
| 1450–1457      | Ludwig II.          | * 1439  | † 1457    | Graf von Württemberg-Urach, Sohn des vorigen                                                                                  |
| 1457–1496      | Eberhard V. im Bart | * 1445  | † 1496    | Bruder des vorigen, Graf von Württemberg-Urach, seit 1482 auch von Württemberg-Stuttgart und seit 1495 Herzog von Württemberg |

### Grafen von Württemberg aus der Linie Stuttgart
| Regierungszeit | Name         | Geboren   | Gestorben | Anmerkung                                                                                 |
| -------------- | ------------ | --------- | --------- | ----------------------------------------------------------------------------------------- |
| 1419–1480      | Ulrich V.    | * um 1413 | † 1480    | Bruder von Graf Ludwig I. von Württemberg-Urach, seit 1441 Graf von Württemberg-Stuttgart |
| 1480–1489      | Eberhard VI. | * 1447    | † 1504    | Graf von Württemberg-Stuttgart, Sohn des vorigen                                          |